# Nationalparlament der Salomonen
Das National Parliament of Solomon Islands (deutsch Nationalparlament der Salomonen) ist das Einkammerparlament der Salomonen. Es besteht aus 50 Abgeordneten, die alle vier Jahre in Einerwahlkreisen in einfacher Mehrheitswahl direkt gewählt werden. Aktives Wahlrecht besitzen alle Bürger über 18 Jahren, die ihren Wohnsitz zum Zeitpunkt der Wahl in einem der Wahlkreise haben. Wählbar sind Staatsbürger über 21, die ihren Wohnsitz in einem Wahlkreis haben.
Gewöhnlich tritt das Nationalparlament dreimal im Jahr für drei bis vier Wochen zusammen. Durchschnittlich werden 13 Gesetze im Jahr verabschiedet. Auf Wunsch des Premierministers wird das Parlament vorzeitig aufgelöst.
Das Nationalparlament ging bei der Unabhängigkeit 1978 aus der Legislativversammlung hervor, die 1974 in Vorbereitung auf die Unabhängigkeit eingerichtet worden war.
Das gegenwärtige Parlamentsgebäude wurde 1994 von den Vereinigten Staaten gestiftet.

## Wahlsystem

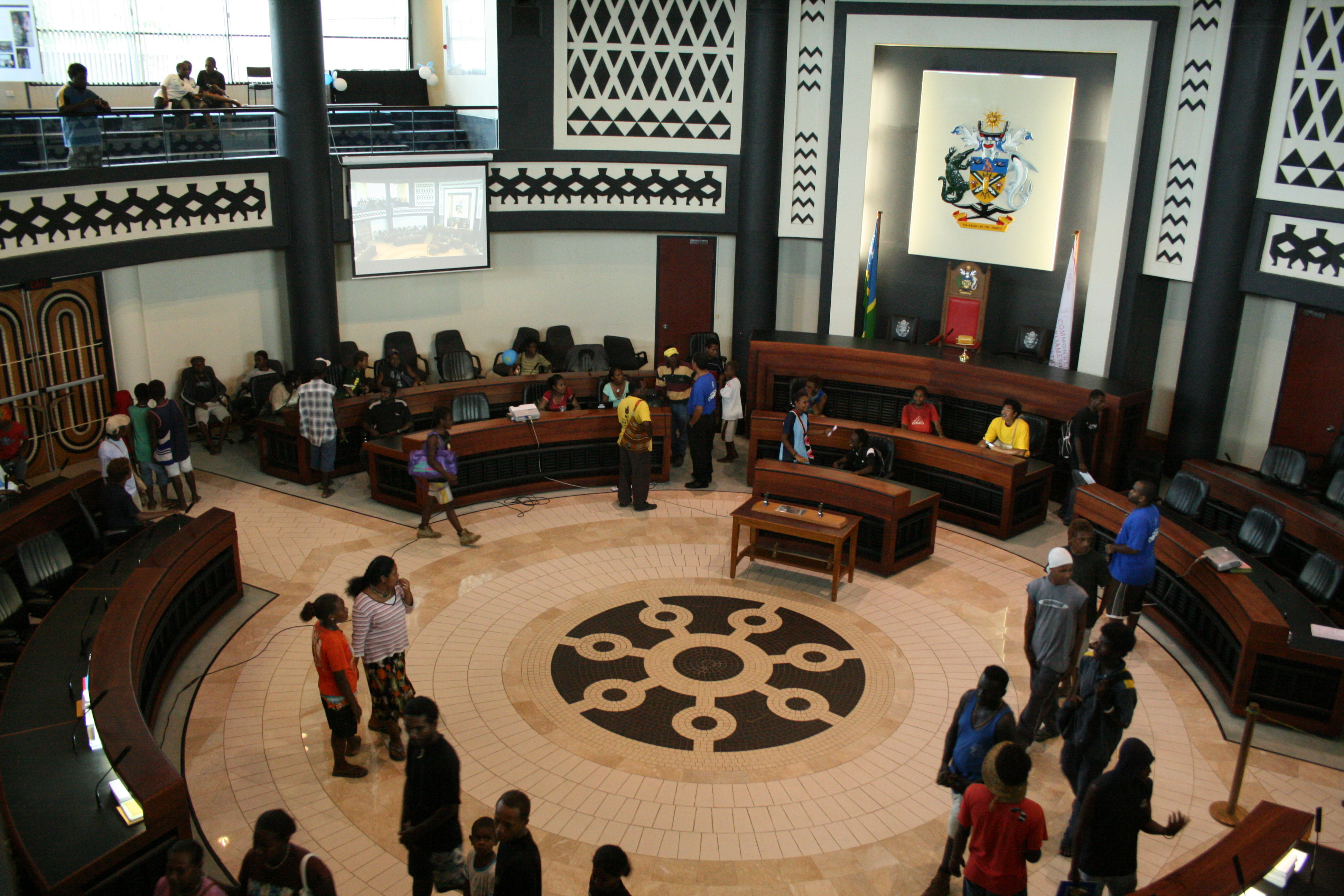
Plenarsaal

Die 50 Mitglieder des Parlamentes werden in ihren Wahlbezirken direkt gewählt.
Wahlberechtigt ist jeder Staatsbürger der Salomon-Inseln, der das 18. Lebensjahr erreicht hat. Bürger im Ausland sind nicht wahlberechtigt, und Bürger, die gegen das Wahlrecht verstoßen haben, werden von der Wahl ausgeschlossen und für bis zu 6 Monate inhaftiert.
Kandidieren kann jeder, der das 21. Lebensjahr erreicht hat. Bürger, die keine salomonische Staatsbürgerschaft besitzen, oder Mitglied der Wahlkommission sind, werden für eine Kandidatur disqualifiziert.

## Parlamentswahl 2014
Die letzten Parlamentswahlen fand am 19. November 2014 statt, die vorletzten am 4. August 2010. Zurzeit besteht das 10. Parlament der Salomon-Inseln aus folgenden Parteien:
| Partei                                      | Stimmen | % | Sitze | ±   |
| ------------------------------------------- | ------- | - | ----- | --- |
| Democratic Alliance Party                   |         |   | 7     | −5  |
| United Democratic Party                     |         |   | 5     | Neu |
| People’s Alliance Party                     |         |   | 3     | +3  |
| Kadare Party of Solomon Islands             |         |   | 1     | Neu |
| Solomon Islands Party for Rural Advancement |         |   | 1     | −2  |
| Solomon Islands People First Party          |         |   | 1     | Neu |
| Direct Development Party                    |         |   | 0     | −3  |
| Unabhängige                                 |         |   | 32    | +15 |
| Endergebnis                                 |         |   | 50    | 0   |
| Source: Election Commission                 |         |   |       |     |